# اوگو پینیوتی
اوگو پینیوتی (ایتالیایی: Ugo Pignotti; ۱۹ نوامبر ۱۹۰۸ – ۷ ژانویهٔ ۱۹۸۹) شمشیرباز اهل ایتالیا بود.
وی در مسابقات کشوری و بین‌المللی در مجموع برندهٔ ۱ مدال طلا، ۲ مدال نقره شده‌است.